# Mimivirus
Mimivirus är jättevirus som tillhör familjen Mimiviridae. Namnet mimivirus kommer från ”microbe mimicking virus” på grund av dess storlek och mottaglighet för gramfärgning vilket endast används till infärgning av bakterier.
Mimivirus är ett DNA-virus med dubbelsträngat DNA och är bland de största virus mätt i capsidstorlek som hittills hittats förutom pandoraviruset . Mimivirus använder amöbor som sin naturliga värd.  

## Historia
Första gången mimivirus upptäcktes och undersöktes var i samband med ett utbrott av lunginflammation i Bradford i England 1992. På jakt efter orsaken till utbrottet hittades viruset i vatten i ett kyltorn. Först trodde man att det var en parasitisk bakterie som infekterade amöbor som återfanns i kyltornet. Detta på grund av dess gram-positiva färgning och dess storlek samt att det hade förmåga att infektera amöban Acanthamoeba.
Fem år senare isolerades ett liknande virus i en amöba från vatten i ett kyltorn i Paris. Då visste man ännu inte att det var ett virus. Forskarna Dr. Bernard La Scola och Dr. Didier Raoult vid Aix-Marseille Universitet, Frankrike, identifierade det som ett virus 2003. Detta nya virus fick namnet Acanthamoeba polyphaga mimivirus (APMV) på grund av dess förmåga att infektera amöban Acanthamoeba polyphaga sp.

## Taxonomi
Mimivirus tillhör familjen Mimiviridae och är nära besläktad med Phycodnaviridae, Iridoviridae samt Poxviridae som tillhör samma fylum. Dessa ingår alla i en grupp som kallas för NCLDV som står för nucleocytoplasmic large DNA viruses (stora kärncytoplastiska DNA-virus). Dock skiljer sig mimivirus tillräckligt mycket från resterande NCLDV för att bli klassad som en egen familj.

## Morfologi
Vid upptäckten av mimivirus 1992 trodde man fram till 2003 att det var en bakterie. Men genom att studera dess genom kunde man se att det fattades gener som är grundläggande för självständigt liv utan en värd, och på så sätt kom man fram till att det var ett virus. Man kunde se vid en första mikroskopisk studie att mimivirus hade formen av en ikosaeder med en diameter på 5000 Å (0.5 μm) mellan hörnen. På ytan går det att finna relativt långa fibriller med proteiner sittande längst ut som täcker hela viruset utom på toppen där en ”stjärnformad” struktur sitter. Denna vertex skapar en öppning som gör det möjligt att överföra virusets genom till värden. Ytfibrerna sitter bundna med ett proteinankare till en kapsid som kapslar in viruset. Dessa täta ytfiberlager går att jämföra med bakteriella fibriller på grund av dess motståndskraft mot proteaser. Ytlagret av fibrer är sannolikt glykosylerade och kan fungera som ett lockbete för att attrahera amöbor. Under kapsiden finns det ett membran som är relativt oorganiserat och under detta oorganiserade lager sitter dubbelt lipidlager som kapslar in virusets DNA samt dess associerande proteiner. Dessa dubbla lager med både dubbelt lipidlager samt ett oorganiserat proteinlager har hittats i flera av NCLDV som exempelvis ASF-virus som orsakar Afrikanska svinpesten.

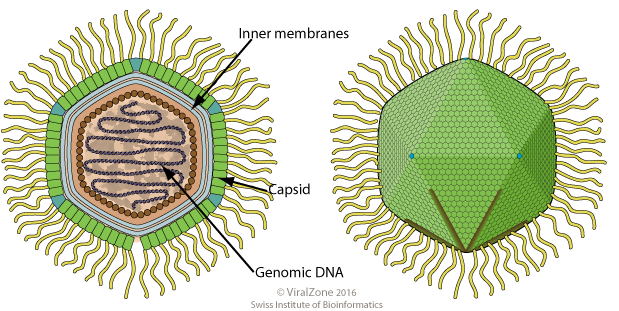
Schematisk bild av ett virion från släktet mimivirus med tvärsnitt och sidovy, där filament (fibriller) och stargate (undersida) är synliga.

Mimivirusets fibriller och storlek gör viruset väldigt tåligt mot extrema miljöer så som temperaturskiftningar, förändringar i pH-värde men också mot enzymatiska behandlingar som används för att exempelvis bryta ned virusets proteinkapsid för att studera dess genom närmare.
Vertex eller “mitten” på den här sjöstjärneliknande strukturen tros innehålla alla enzym som behövs för att infektera en värd.
Mimivirusets genom består av en linjär dsDNA-molekyl. Den är 1,181,404 baspar lång och kodar för över 900 proteiner. Genomet inkluderar ovanliga funktioner för ett virus, som tRNA-syntetaser. Dessa ovanliga förmågor för ett virus gör att man är osäker på virusens evolutionära ursprung. 

## Replikationscykel
Mimivirusets replikationscykel i en infekterad A. polyphaga är en klassisk virologisk utvecklingscykel. Trots att mycket runt replikationscykeln är okänt när det gäller mimivirus har man kunnat se att innan infektionen bryter ut genomgår viruset en eclipse fas där man inte kan se viruset trots att det finns där. Under denna fas replikerar ofta virus sitt DNA samt bildar nya viruspartiklar. Detta följs av en klustrad cytoplasmatisk ansamling av virioner tills nästan hela cytosolen har fyllts upp med virioner. Spridningen av viruset till andra celler tros med största sannolikhet ske genom lys av cellen. Detta antas ske ungefär ett dygn efter att cellen infekterats. På så sätt kan man anta att mimivirus är ett lyserande virus, precis som många andra virus inom gruppen NCLDV. 
Det finns delade meningar om mimivirus kan replikera sig i människan. En studie gjord 2017 hade hypotesen att det medfödda immunförsvaret, genom makrofagernas produktion av itakonsyra, hindrade replikation av mimivirus. 
En senare studie från 2018 använde transmissions-elektronmikroskopi för att detaljerat undersöka celler och mäta mängder av genetiskt material. Om mimivirus replikerade sig i människan skulle man förväntat sig att hitta genetiskt material även om itakonsyra hindrade replikation. I studien fanns inget mimivirus i mänskliga PBMC (perifera blodmononukleära celler). Ett resultat som kan tolkas som att mimivirus inte alls kan replikera sig i våra celler. Frågan kvarstår därmed om mimivirus faktiskt kan replikera sig i människokroppen eller om det finns andra faktorer som förhindrar detta.

## Sjukdomsbild
Amöbor av släktet Acanthamoeba är de enda bekräftade värdarna för mimivirus. Dock tyder det på att mimivirus kan ha fler värdar än forskare tidigare trott. Mimivirus skulle kunna ha en effekt på människors hälsa även om man ännu inte kunnat visa att det är så med säkerhet. 
Viruset har stark motståndskraft mot desinfektionsmedel och kan överleva på helt ”rena” ytor (utan något annat organiskt material) i upp till 30 dagar. Det gör viruset till en utmaning att kontrollera. Dessutom kan amöbor, som är värdar för mimivirus bidra till spridningen av smittsamma sjukdomar och fungera som skydd för viruset. En studie gjord 2013 visade att amöbor kan fungera som “skyddsrum” för mimivirus. Inuti en amöbacell blir mimiviruset mer stabilt. I skydd av amöban ökar virusets motståndskraft mot de desinfektionsmedel som används i sjukhusmiljöer. Även om man ännu inte vet med säkerhet hur viruset påverkar människors hälsa så vet man med säkerhet att de innebär en stor utmaning att försöka kontrollera och kan framförallt vara svårt att komma tillrätta med på sjukhus. 
Mimivirus kan vara en orsak till vissa former av lunginflammation, vilket baseras främst på indirekta bevis i form av antikroppar mot just mimivirus som upptäckts hos lunginflammationspatienter. Fortfarande är klassificeringen av mimivirus som en patogen osäker eftersom det bara har publicerats ett par artiklar som potentiellt kopplar mimivirus till faktiska fall av lunginflammation. Så även om DNA från mimivirus har observerats i prover från patienter med sjukhusförvärvad lunginflammation så kan man inte veta med säkerhet att mimivirus har orsakat infektionen. Det finns däremot bevis för att mimiviruspartiklar kan infektera mänskliga makrofager genom fagocytos, även om de inte leder till en produktiv infektion.
En undersökning av friska människor och patienter med ledgångsreumatism visade att majoriteten av patienterna med ledgångsreumatism hade antikroppar mot mimivirus. Detta skulle kunna tyda på att exponering för mimivirus kan medföra, eller bidra till, risk för ledgångsreumatism. I studien hittade man även antikroppar mot mimivirus hos friska personer. Sammantaget kan det peka på att människor kan vara ett vanligt mål för mimivirusinfektion. Likaså kan exponering för vissa proteiner från mimivirus ge en autoimmun reaktion hos möss. Ledgångsreumatism är en autoimmun sjukdom. Sammantaget tyder det på att mimivirus har koppling till både lunginflammation och ledgångsreumatism även om man ännu inte vet exakt på vilket sätt.
Man har sett att mimivirus kan undvika människans immunförsvar genom att studera interaktionen mellan mimivirus och interferonsystemet. Studierna visar att mimivirus kan stimulera produktionen av interferoner, som är viktiga för vårt immunförsvar, men samtidigt hämma interferonstimulerande gener. På det här sättet skulle mimivirus kunna undgå att stoppas av kroppens immunförsvar.

## Användning av virus i medicinsk behandling och terapi
Acanthamoeba keratitis (AK) är en allvarlig ögoninfektion som främst drabbar personer som använder kontaktlinser. Amöborna kan fästa vid hornhinnan och orsaka inflammation och skador som kan leda till att den drabbade blir blind. Olika behandlingar har testats med olika typer av läkemedel men amöban kan anta en form av en cysta som är oerhört svår att döda. Därför är regelbunden användning av linsrengöringslösningar extremt viktigt för att infektionen aldrig ska uppstå. Eftersom mimivirus infekterar amöbor är tanken med behandling av mimivirus att viruset ska infektera amöban som orsakar ögoninfektionen. Mimivirus oskadliggör amöban och den drabbade hornhinnan blir fri från ögoninfektion. 
A. castellanii är amöban som orsakar ögoninfektionen. Det tar 6-10 timmar för mimivirus att orsaka lys av amöban. Mimivirus förhindrar amöban från att gå in i sitt skyddade och svårdödade tillstånd som cysta.
I tidiga laboratorieförsök visade sig mimivirus vara fem gånger effektivare än de linsvätskor som används idag för att undvika infektioner av A. castellanii. Dessutom var mimivirus mindre skadligt för vissa celltyper än de linsvätskor som används idag.  Eftersom mimivirus inte tros kunna infektera och replikera sig i människor skulle det vara ofarligt att låta viruset bekämpa amöban. Denna typ av medicinsk behandling fungerar med samma princip som bakteriofagterapi där man använder virus för att döda bakterier som orsakar infektioner. Bakteriofagterapi är en behandling som används mot infektioner istället för att använda antibiotika. Terapin är särskilt användbar vid antibiotikaresistens. 

## Virofager
Dessa satelitvirus som kallas virofager upptäcktes i samband med mimivirus. Virofager behöver Mimivirus för att reproducera sig. Virofag är alltså ett virus som parasiterar på ett annat virus. När virofager infekterar en cell som redan är infekterad av mimivirus, använder virofagen sig av mimivirusets lytiska infektionsförlopp för att för att replikera sig själva. Infektion av virofagen kan leda till att mimiviruset inte kan replikera sig effektivt, vilket minskar dess förmåga att skada värdcellen. På så vis kan virofagen skydda värdcellen från att lyseras, vilket är vad som ofta händer när ett virus använder en cell för att producera fler viruspartiklar.De virofager som har upptäckts i NCLDVs mimivirus, mamavirus samt pandoravirus har varit av 99% likhet i sitt genom och kallas Sputnik satellitvirus.
Genom att kunna modifiera virofager för att specifikt angripa skadliga virus, finns det en tanke om att man i framtiden ska kunna utveckla nya behandlingsmetoder som använder virofager för att bekämpa virusinfektioner på ett effektivt sätt.
Om det är så att mimivirus är en faktor i utvecklingen av ledgångsreumatism så skulle behandling med virofager vara ett sätt att tidigt i sjukdomsförloppet kunna minska mängden virus i blodet.
Hittills är det känt att virofager hämmar mimivirus-infektion i amöbor. Effekten i mänskliga värdceller har ännu inte studerats. Men att virofager kan stoppa infektioner av mimivirus och skydda värdcellerna innebär att virofager skulle kunna användas för framtida sjukdomsbehandling.